# Buziássy László
Buziássy László (19. század) katolikus pap.

## Élete
A kassai egyházmegyében volt pap, Pesten végezte a teológiát és 1843-ban Mezőtárkányban volt káplán.

## Művei
A pesti egyház-irodalmi iskolának buzgó tagja volt; négy cikke jelent meg a Munkálatokban: A szent mise szolgálatáról (1839. ford.); Krisztus megtestesülése érdemei, A pápa felsőségéről, Jézus az emberiség jóltevője (1840.)